# European Model United Nations
The European Model United Nations (EuroMUN) jest odbywającą się co roku konferencją prowadzoną przez studentów, która jest symulacją pracy Organizacja Narodów Zjednoczonych. Konferencja jest organizowana przez United Nations Student Association Maastricht i odbywa się w maju każdego roku w centrum kongresowym w Maastricht, Holandii. 

## Historia
Pierwsza konferencja w Maastricht została zorganizowana w 2008 roku i obecnie jest to największa konferencja Model United Nations na poziomie uniwersyteckim w Europie. EuroMUN organizuje grupa międzynarodowych studentów, z których większość uczy się na Maastricht University. W 2011 roku w konferencji wzięło udział ponad 550 osób reprezentujących 53 narodowości i 110 uniwersytetów z całego świata. 

## Osiągnięcia
- EuroMUN 2008: pierwsza konferencja Model United Nations odbyła się w budynku Maastricht University[1].
- EuroMUN 2010 : konferencja została przeniesiona do centrum kongresowego w Maastricht z powodu wzrostu liczny uczestników
- EuroMUN 2011 : głównym gościem był Frans Timmermans, który razem z Konsulem Honorowym Izraela w Limburgu , Benoit Wesley, spotkał się z delegacją z United Izrael, aby poprzeć dialog międzykulturowy[2].